# 廣播電視事業發展基金
財團法人廣播電視事業發展基金（英語：Broadcasting Development Foundation），簡稱廣電基金會、廣電基金、廣基、BDF，為中華民國（台灣）一個由政府成立、但已解散的非營利組織，運作期間為1985年9月9日至2008年9月30日，主管機關為行政院新聞局。依據《廣播電視事業發展基金捐助章程》，廣電基金登記成立時的資產為新台幣4900萬元。

## 歷史

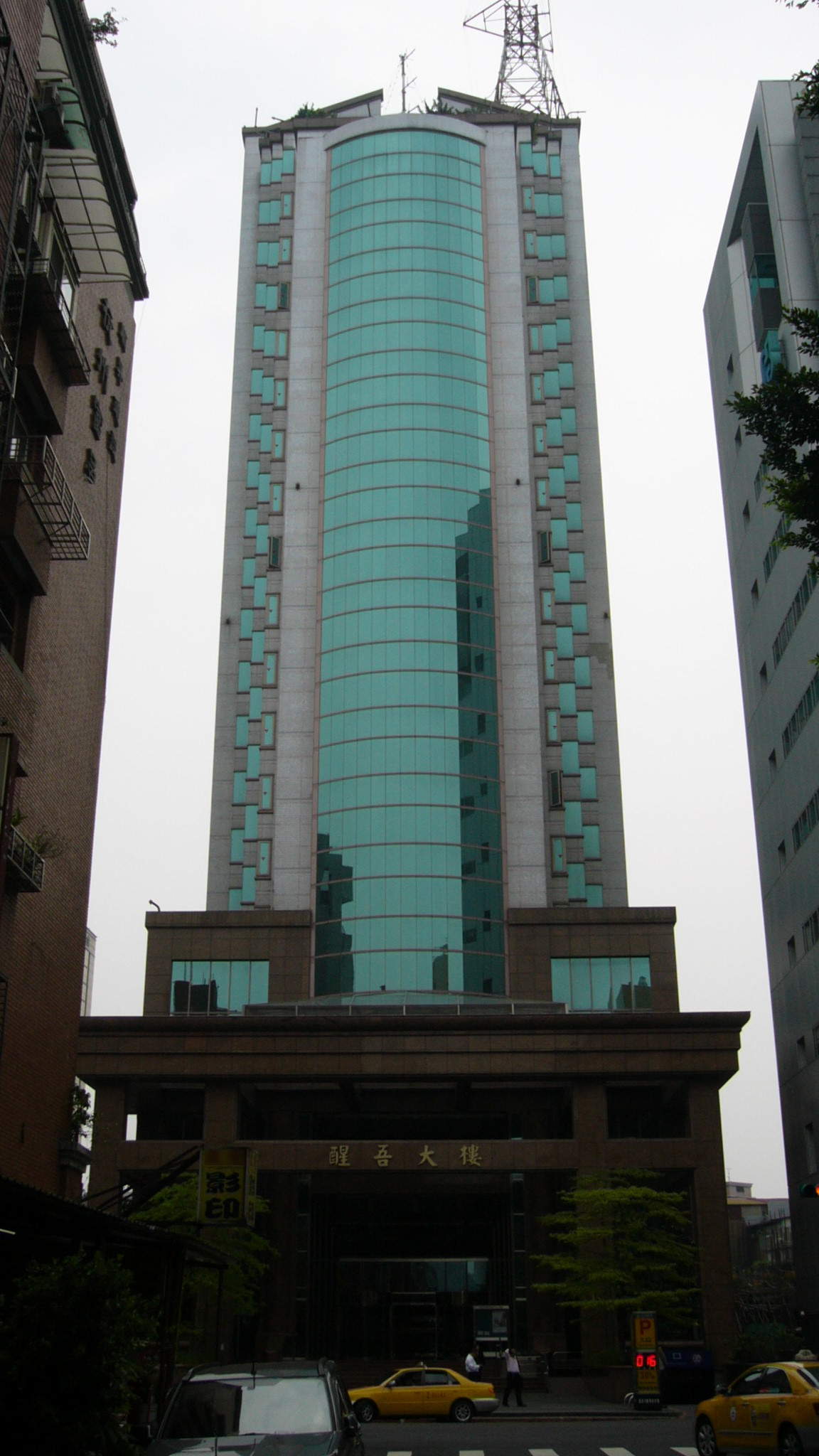
廣電基金總部所在的醒吾大樓

廣電基金係依據《廣播電視法》第十四條之一與依據該條制定、1983年11月30日公布之《廣播電視事業發展基金條例》而成立，其宗旨為提高廣播電視事業水準及發展公共電視，主要業務包括：
- 廣電人才的培育與獎勵。
- 補助廣電設施及改善偏遠地區收視狀況。
- 保存廣電資料暨資訊服務。
- 協助政府推動廣電事業數位化發展。
- 辦理金鐘獎（2000年至2008年9月30日）。
- 在中華民國公共電視台籌備委員會（公視籌委會）成立後委外製播廣電基金節目。

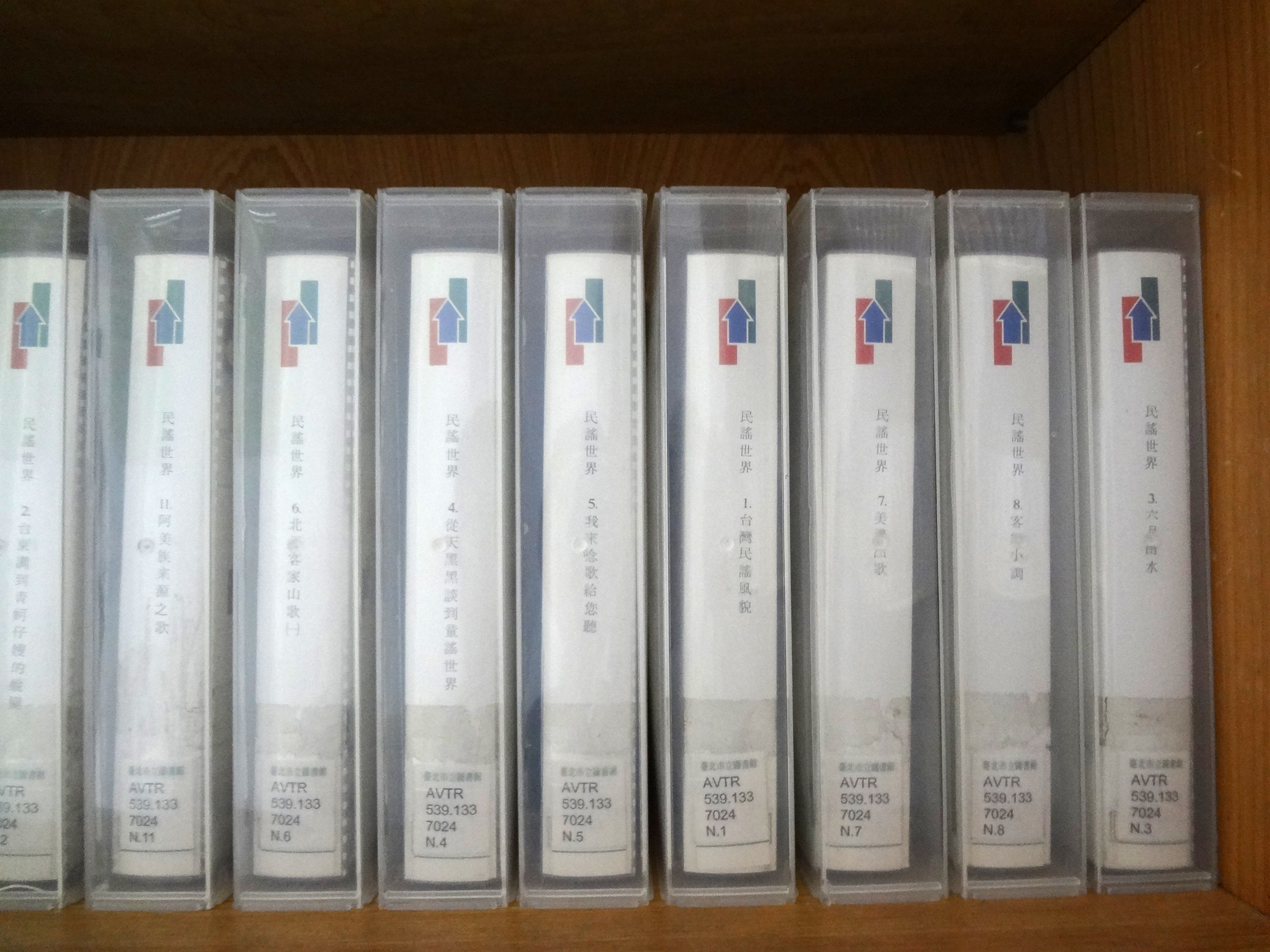
廣電基金節目錄影帶

1985年8月28日，行政院新聞局准許設立廣電基金。1985年9月9日，廣電基金在台灣台北地方法院完成設立登記。1986年12月，行政院新聞局公共電視節目製播小組被併入廣電基金，成為廣電基金公共電視節目製播組，委外製播公共電視節目。1988年5月，廣電基金報紙型月刊《新聞信》創刊。1990年1月20日，公共電視節目製播組遷往台北市忠孝東路一段85號18樓，廣電基金視聽資料組遷往台北市忠孝東路一段85號19樓，廣電基金秘書組仍留在台北市許昌街17號15樓（壽德大樓）。
1994年10月9日，廣電基金將製播公共電視節目之業務移交公視籌委會，但繼續委外製播廣電基金節目給老三台播出。1996年9月，廣電基金將經營十多年的晚間九點檔時段（每週一至週五21:00～21:30）歸還老三台，並逐漸減少廣電基金節目播出時段。1997年8月，依據廣電基金主動與行政院新聞局及老三台協商的內容，廣電基金將每星期提供老三台播出的廣電基金節目時數從15小時降為6小時。2000年代初期，廣電基金停止委外製播廣電基金節目。
1988年，廣電基金成立「廣播電視資料館」，簡稱「廣電資料館」，是台灣唯一的廣播電視專門圖書館。廣電資料館館藏內容以廣播電視專業技術為主，包括：中文、英文、日文藏書約6000多冊，中文、英文、日文、法文期刊150種，線上電子資料庫5種，還有教學影音資料（錄影帶與光碟）、國外電視節目影音資料、金鐘獎得獎作品（1984年起）、座談會影音資料等。2003年4月30日至2008年7月1日，廣電資料館開始發行電子報《廣播電視資料館館訊》，每月發刊一次，共98期；2004年起，《廣播電視資料館館訊》每年內容彙集出版一冊，書名為《廣電大補帖》。
2000年，廣電基金董事會決議籌組收視率調查公司「廣電人市場研究公司」，籌備委員會由董事長賴東明擔任召集人、執行長盛建南統籌；2001年，廣電人市場研究公司成立，賴東明擔任董事長，股東包括老三台、民間全民電視公司、TVBS、中國廣播公司、正聲廣播公司、大千廣播電台、建國廣播公司、平誠公司、中華徵信所與日本Video Research。廣電人市場研究公司邀請國立臺灣大學政治學系教授洪永泰擔任顧問，擬仿效Video Research「本國收視率由國人自行調查」的成功經驗，爾後也邀請Video Research出資並提供技術支援。由於成立收視率調查公司的硬體設備費用龐大，廣電人市場研究公司初募資金不到4年即用盡，Video Research率先增資但以不超過總資本50%為原則；廣電人市場研究公司必須再由國內募資新台幣1億5千萬元以持續營運，預估2007年達成損益平衡，但國內原始股東對增資一事興趣缺缺。2005年3月末，Video Research派任的廣電人市場研究公司總經理宮本長三郎確認，Video Research決定廣電人市場研究公司於本年4月解散，本年4月1日開始清算，員工50多人將被遣散。
2003年4月起，廣電基金接受行政院新聞局委託辦理「電視新聞性節目定期觀察」專案計畫，每月抽樣觀察地面電視與有線電視共11個頻道的晚間新聞節目內容並進行量化與質化分析，並定期舉辦「媒體公共論壇電視座談會」與不定期舉辦媒體相關議題座談會；截至2004年3月底止，廣電基金總計發表10本《電視新聞性節目定期觀察報告》、舉辦10場定期座談會與6場不定期座談會，並將相關資料彙編為《2003電視新聞關鍵報告》。
2003年9月3日，閱聽人監督媒體聯盟（閱盟）籌備會議選出執行委員6人，廣電基金執行長林育卉為執行委員兼執行秘書。
2004年4月28日，親民黨立法院黨團舉辦「誰來監督、制衡媒體？」記者會批評，林育卉身為廣電基金執行長與閱盟執行長，多次兼任民主進步黨（民進黨）大型選舉造勢晚會主持人，還不當發言抵制媒體，角色嚴重混淆；親民黨立法院黨團要求行政院新聞局，一星期內裁撤廣電基金、撤換林育卉。行政院新聞局副局長洪瓊娟表示，「兼任」確實有商榷空間，新聞局會正式行文廣電基金「要求改善，並審慎處理人事問題」。行政院發言人林佳龍否認新聞局將撤換林育卉，他說，廣電基金執行長是由廣電基金董事會選出，「不是新聞局說要換就可以換」。林育卉說，她不擔心個人去留，但廣電基金有其功能與定位，她希望一切就事論事，「希望政治人物用功點，我只領廣電基金的薪水，並無兼差問題」。
2005年，廣電基金末代董事長為鄭自隆，末代執行長為林育卉，員工26人。2006年至2007年，廣電基金總共舉辦20場座談會：
| 座談會日期     | 座談會主題                                                                    |
| -------------- | ----------------------------------------------------------------------------- |
| 2006年2月22日  | 媒體應否禁絕為個案募款？                                                      |
| 2006年3月8日   | 媒體殺人——從張姓教師上吊身亡及卡奴卡債新聞事件談起                            |
| 2006年4月19日  | 爆料？揭弊？媒體爆料的省思                                                    |
| 2006年5月22日  | 國家安全與新聞自由                                                            |
| 2006年6月18日  | 原住民、客家電視的理想與未來                                                  |
| 2006年8月4日   | 鏡頭下的人權                                                                  |
| 2006年8月25日  | 「建構媒體報導自殺新聞」系列座談會——2006年6～7月負自殺新聞檢討                |
| 2006年8月31日  | 獨家新聞大公開——年代最愛許純美                                                |
| 2006年9月14日  | 媒體心中的祖國——以雪山隧道與青藏鐵路報導為例                                  |
| 2006年10月15日 | 「公平與客觀？」的真相——0909與0916凱道群眾活動新聞報導之檢視                  |
| 2006年11月24日 | 平平十七歲，大細漢為何差那麼多？——總統國務機要費及市長特支費新聞報導之檢視    |
| 2007年1月4日   | 「解嚴二十年系列座談會」媒體轉型期正義——從中廣股權易手談起                    |
| 2007年2月8日   | 「天下無不『噬』的父母？」——虐童新聞報導之檢視                                |
| 2007年3月27日  | 台灣對國際媒體應有的態度——以2007.03.06美聯社及CNN批評呂秀蓮副總統參選一事為例 |
| 2007年4月4日   | T台造假、李濤下台——然後呢？                                                   |
| 2007年4月24日  | 是霉體還是媒體——新聞報導如何兼顧專業與收視                                    |
| 2007年4月25日  | 在公害與公益之間——台灣國家應有的媒體策略                                      |
| 2007年4月26日  | 從偏見到偏食！！！——公民社會對媒體的權與拳                                    |
| 2007年6月8日   | 三立「二二八走過一甲子」影片誤植之省思                                        |
| 2007年8月2日   | 「做好新聞拿大獎」優質新聞評選活動暨座談會                                    |

然而，有政府色彩的廣電基金監督媒體，不僅難脫「政治審查」、「整肅異己」之嫌，也逾越基金本分，成為日後廣電基金遭解散的原因之一。
2006年至2008年，廣電基金接受行政院衛生署委託進行「建構媒體報導自殺新聞執行方案」，分析台灣媒體的自殺新聞報導內容，標榜「試圖建構台灣媒體報導自殺新聞的模式，並透過一系列的座談會對媒體的缺失提出建言」。在這兩年內，廣電基金每季公佈「社會各界推薦，並經由觀眾評審團圈選」的「優良電視節目」，也承辦各種媒體獎項：
1. 2006、2007消費者權益報導獎（行政院消費者保護委員會主辦）
2. 第三、四屆凱博獎（臺北縣政府主辦）
3. 2006、2007金鐘獎
4. 2006、2007小金鐘獎
5. 2007金視獎（行政院新聞局主辦）
6. 2007內政部「96年度家庭暴力、性侵害、性騷擾防治及兒少保護優質新聞計畫」

2006年3月24日，廣電基金公布2006年第一季評鑑優良電視節目，有別於過去由廣電基金委員自行選擇及評審，本年改變評鑑方式：先由電視台、網友、民間社團、立法院教育委員會委員與立法院文化委員會委員推薦，再由廣電基金負責篩選，最後公布名單，總計16個電視台的26個節目獲得推薦。
2008年，廣電基金末代董事長為鄭自隆，末代執行長為林育卉，員工22人（不含董事長與執行長）。2008年6月5日，行政院新聞局局長史亞平參加中華民國演藝工會餐宴，中華民國演藝工會理事長楊光友公開要求史亞平撤換林育卉；史亞平回應，尊重任期制度，新聞局尚無此打算；林育卉說：「不管是我，或者是他（楊光友），大概都無緣置喙才對。不過我覺得，演藝工會恐怕跟廣電基金的管轄範圍也好，或者是專業的領域也好，其實是差蠻多的。他（楊光友）對廣電基金有頗多的誤解。」
2008年6月16日，立法院教育委員會無異議通過廢止《廣播電視事業發展基金條例》。提案廢止《廣播電視事業發展基金條例》的中國國民黨立法委員洪秀柱說，陳水扁政府執政後，行政院放任廣電基金逾越範圍，廣電基金變質為干預新聞自由的政治工具，已喪失既有功能，應該被裁撤。列席備詢的行政院新聞局副局長易榮宗在口頭報告時並未明確表達新聞局是否同意裁撤廣電基金，但在答覆立法委員質詢時表態尊重立法院的決定。
2008年7月15日，立法院教育委員會與立法院文化委員會聯席審查，表決通過刪除《廣播電視法》第十四條之一，進而廢止《廣播電視事業發展基金條例》；同日，立法院三讀通過廢止《廣播電視事業發展基金條例》；行政院新聞局隨即展開廣電基金的資產清算及解散作業，並要求廣電基金於2008年9月30日前完成清算作業並結束全部培訓課程。
立法院三讀通過廢止《廣播電視事業發展基金條例》時，史亞平說，她不認為有需要發動廢除《廣播電視事業發展基金條例》，「沒有想到廣電基金的法源真的廢止」；但她也說，既然立法院已作成此項決議，行政院新聞局表示尊重，會作後續處理。她說，廣電基金成立的歷史意義是為了設立公共電視與培育人才，如今早已有了《公共電視法》與公共電視台，廣電基金已經完成它的歷史任務。
2008年7月15日，洪秀柱說，既然公共電視台早已成立，廣電基金已完成歷史任務，功能已喪失殆盡的廣電基金早就應該被廢止；陳水扁政府執政期間，廣電基金積極參與閱盟發起的「抵制媒體」運動（林育卉兼任閱盟執行秘書），引起「干預新聞自由」及「淪為政治打壓工具」的爭議，也使廣電基金喪失功能且悖離立法目的，這樣的廣電基金更無繼續存在的必要。民進黨立法委員管碧玲批評，洪秀柱提案廢止廣電基金，「有針對性，令人遺憾」。林育卉批評，洪秀柱提案廢止廣電基金，是衝著她來的：「我任期只到今年（2008年）底，不用這樣殺雞取卵、趕盡殺絕！」洪秀柱則諷刺林育卉：「她太抬舉自己了吧！」 洪秀柱說，廢止廣電基金，與政治鬥爭無關，更不是衝著「個人」（指林育卉）而來；她又說，媒體環境的丕變，導致台灣無線廣播電視盈餘銳減，使廣電基金衍生財務危機、人力流失、績效不彰等諸多弊病，她提案廢止《廣播電視事業發展基金條例》時「根本就沒有想過林育卉這個人」。管碧玲說，為了避免外界認為「民進黨在為林育卉護航」，民進黨立法院黨團並未阻擋《廣播電視事業發展基金條例》廢止案的審議程序。
2008年7月30日上午，廣電基金召開臨時董監事會，由董事長鄭自隆主持，林育卉向董監事會提出辭呈獲准，曾任臺灣電視公司（台視）董事長的廣電基金董事陳清河兼任代理執行長，董監事會決議向行政院新聞局爭取改組轉型空間。
2008年9月12日至2008年9月19日，卓越新聞獎基金會、台灣新聞記者協會、台灣媒體觀察教育基金會、媒體改造學社與二十一世紀基金會共同發起「改組不解散，請將廣電基金留給傳媒產業」連署行動，但未成功。
2008年9月25日，卓越新聞獎基金會、台灣新聞記者協會、台灣媒體觀察教育基金會、媒體改造學社與二十一世紀基金會於台北市市長官邸藝文沙龍舉辦「期待廣電基金浴火重生」座談會。
2008年9月30日，廣電基金宣布解散，廣電基金員工22人全遭資遣，廣電基金資產新台幣4億元則依據《廣播電視事業發展基金捐助章程》回歸國庫。

## 批評
2008年6月18日，國立政治大學新聞學系教授馮建三批評：「（廣電）基金創立二十餘年來，從來沒有能夠完成任務。……1980年代的老三台及中廣幾乎寡佔所有廣電資源，只消政府把獨佔的利潤釋放一點，製作各種優質的節目，就能確保其播放管道，原本無須立法。惟彼時不但立法，並且後來在播放（廣電）基金製作的節目時，太多的不專業考量，再加上強制各台聯播，等於迫使大量觀眾轉往第四台；於是（老）三台受害，衛星電視得利。如TVBS選擇晚間九點開播政論節目，趁虛而入；因為，就在這個時段，老三台聽命行事，該時段聯播品味及尺度脫離社會胎動的音像內容。」
2008年7月30日，媒體改造學社代理召集委員程宗明批評：「這個基金（廣電基金）也有嚴重的設計瑕疵，也成為終結自身的宿命：違逆於全世界潮流，將課以業者的公共責任依有盈餘的條件提撥為之，這是全球罕見的『友善業者』作為。」他說，這個設計的依據——《廣播電視法》第十四條之一，也就是《廣播電視事業發展基金條例》第二條，「實為戒嚴時期萬年立委與業者的一頓飯局所拍定，這真是一種『貪腐性立法』。依循的景氣榮枯，載浮載起的廣電基金，難以作長期規劃，本來就成效不彰，以致一直籠罩在被質疑的景況中。」
2008年9月12日，「改組不解散，請將廣電基金留給傳媒產業」連署行動聲明稿批評：「廣電基金設置條例於民國七十二年立法時，主要的目的即為提高廣播電視事業之水準，並催生公共電視。經過四分之一個世紀，在無法避免政治力干擾下，目前台灣的公廣集團仍步履蹣跚；廣播電視事業水準如何，眾人有目共睹，罄竹難書。廣電基金確實愧對當初設立使命。」